# Kenneth McAll
Kenneth McAll (1910 – 2001) è stato uno psichiatra britannico, esorcista della Chiesa anglicana.
Kenneth McAll è nato in Cina e si è laureato in medicina all'Università di Edimburgo. Ritornò in Cina come missionario chirurgo e fu internato dai giapponesi, con moglie e figlio, per quattro anni durante la seconda guerra mondiale. Le sue esperienze in Cina lo hanno portato all'interesse per il tema della "possessione", e successivamente ha dedicato la sua vita alla cura della malattia psichiatrica attraverso il contributo della fede. Dopo essere tornato in Inghilterra, trascorse dieci anni in medicina generale e venticinque esercitandosi come consulente psichiatra. Era un membro associato del Royal College of Psychiatrists e scrisse sia articoli che libri sulla malattia mentale e i poteri di guarigione dell'Eucaristia.

## Opere
- (EN) The healing of the family tree, SPCK, 2013.

| Controllo di autorità | VIAF (EN) 31054389 · ISNI (EN) 0000 0001 0884 4329 · LCCN (EN) n87816670 · GND (DE) 1018106596 · BNF (FR) cb12165434g (data) · J9U (EN, HE) 987007323555605171 |